# Maulkuppe

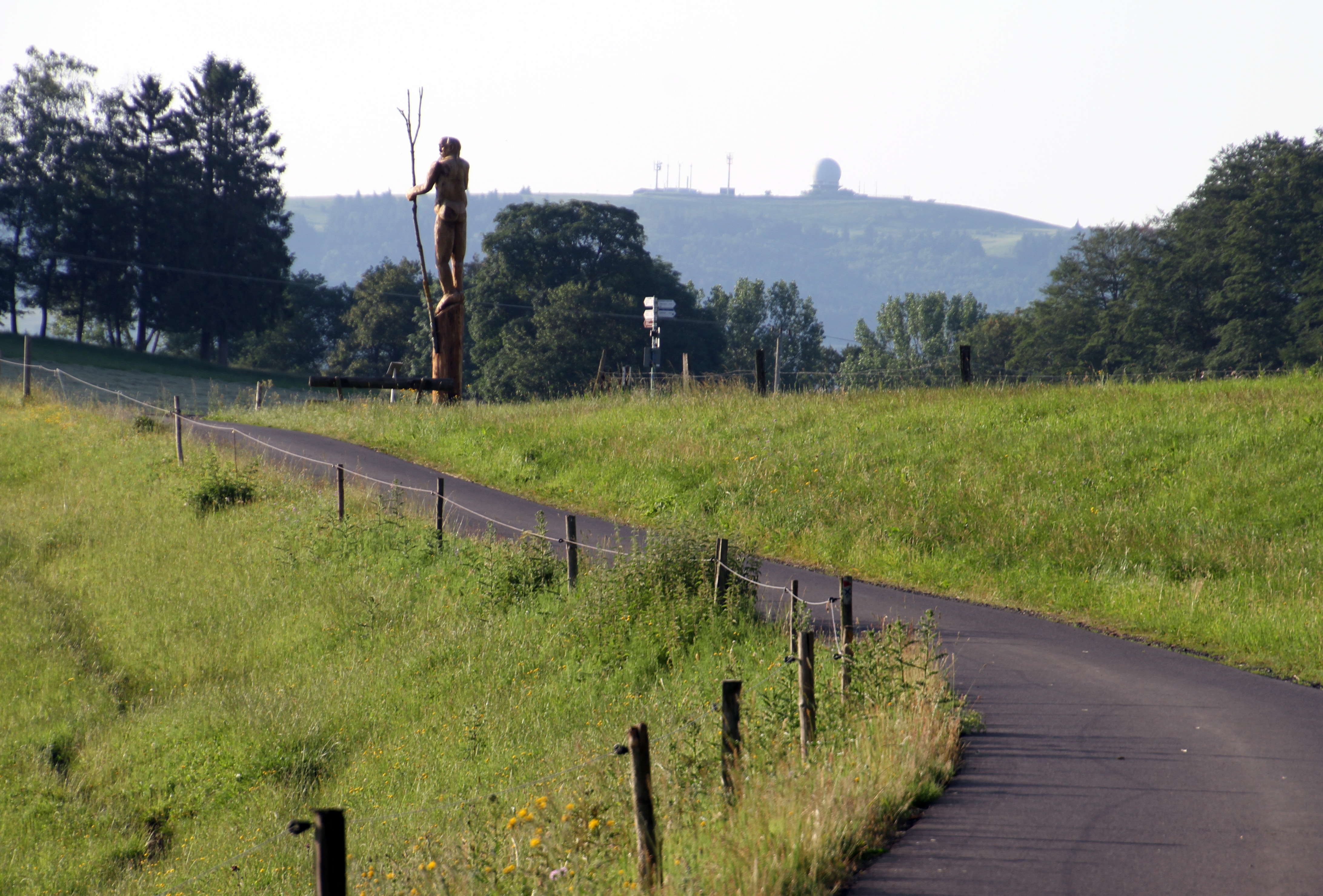
Uitzicht op de bergen Wasserkuppe

De Maulkuppe, vaak ook Dreistelz genoemd, is een 706 meter hoge berg in de deelstaat Hessen.

## Geografie
De Maulkuppe maakt deel uit van het middelgebergte Rhön, dat gelegen is in de deelstaten Beieren, Hessen en Thüringen. De berg bevindt zich in Landkreis Fulda en maakt onderdeel uit van het natuurpark Hessische Rhön en het Biosphärenreservat Rhön.
Vanaf de Maulkuppe heeft men goed uitzicht op de bergen Wasserkuppe (zuiden), Steinwand (zuidwesten) en Milseburg (noordoosten).